# Grab von Kızılbel

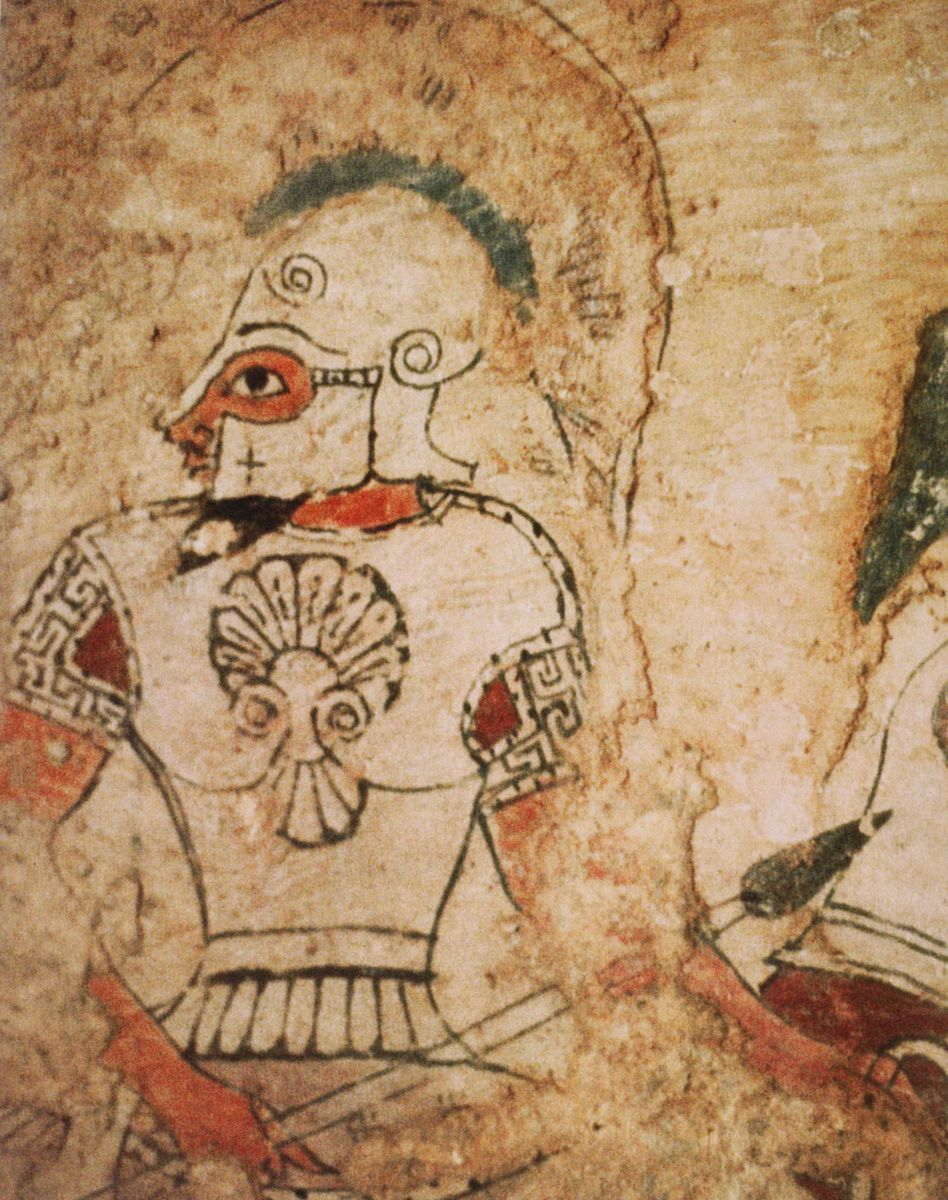
Krieger auf einem Streitwagen

Das 1969 bei Rettungsgrabungen gefundene Grab von Kızılbel bei Kızılbel liegt nahe bei Elmalı im Südwesten der heutigen Türkei. In der Antike gehörte die Region zu Lykien. Es handelt sich um eine ausgemalte Grabkammer, die ins 6. Jahrhundert v. Chr. datiert. Die Malereien zeigen starken griechischen Einfluss.
Die Grabkammer fand sich unter einem Tumulus und ist vollkommen aus Kalkstein aufgemauert. Sie ist in etwa 2,4 m lang und 2 m breit. Vier Steine bilden das Giebeldach. An der Westwand steht eine Kline aus Kalkstein, daneben ein Steintisch.
Alle Wände inklusive Decke und Fußboden sind bemalt. Die Figuren sind unterschiedlich groß, wobei sich ihre Größe nach den Steinen richtet, aus denen die Wände aufgemauert sind. Die Malereien finden sich direkt auf dem Stein.
Auf der Westwand ist ein Krieger auf einem Streitwagen abgebildet. Er verabschiedet sich von einer Frau, daneben ist ein alter Mann dargestellt. Hier findet sich auch eine Bankettszene. Auf der Nordwand findet man eine Schiffsszene und weitere, jedoch stark zerstörte Darstellungen, die nicht mehr identifiziert werden können. Auf der Ostwand sind Sportszenen, eine Jagd, eine Prozession und weitere nicht identifizierbare Szenen wiedergegeben. Die Südwand zeigt vielleicht Medusa, es finden sich hier eine Ringerszene und eine mythologische Szene mit einem Mann mit Pferd.
Rot und Blau sind bevorzugte Farben. Schwarz findet man zur Umzeichnung der Figuren und für einige Details. Weiß wurde für die Augen und weitere Details verwendet. Andere Farben kommen nicht vor. Die Haut der Männer ist rot dargestellt; die Haut der Frauen ist nicht gemalt. Es handelt sich um die Wandfarbe.
Die Herkunft der Maler ist umstritten. Oftmals wird von starken griechische Einflüssen ausgegangen. Andere dagegen sehen die Malereien eher in assyrischer Tradition. Andere sehen hier eine Mischung von griechischen, persischen und anatolischen Elementen.
Beim Grabinhaber handelt es sich nach den in der Grabkammer gefundenen Resten eines Skelettes um einen etwa 1,77 m großen Mann, der oft im Leben auf einem Pferd ritt.
Eine Rekonstruktion befindet sich im Museum in Elmalı (36° 44′ 24,4″ N, 29° 55′ 0,8″ O).

## Weblink
- Beschreibung (engl.) und Bilder beim Elmalı-Museum